# Municipio de Holcomb
El municipio de Holcomb (en inglés: Holcomb Township) es un municipio ubicado en el condado de Dunklin en el estado estadounidense de Misuri. En el año 2010 tenía una población de 1496 habitantes y una densidad poblacional de 14,35 personas por km².

## Geografía
El municipio de Holcomb se encuentra ubicado en las coordenadas 36°23′33″N 90°3′15″O / 36.39250, -90.05417. Según la Oficina del Censo de los Estados Unidos, el municipio tiene una superficie total de 104.23 km², de la cual 103,67 km² corresponden a tierra firme y (0,54 %) 0,56 km² es agua.

## Demografía
Según el censo de 2010, había 1496 personas residiendo en el municipio de Holcomb. La densidad de población era de 14,35 hab./km². De los 1496 habitantes, el municipio de Holcomb estaba compuesto por el 90,57 % blancos, el 0,94 % eran afroamericanos, el 0,13 % eran amerindios, el 0,13 % eran asiáticos, el 7,55 % eran de otras razas y el 0,67 % eran de una mezcla de razas. Del total de la población el 11,83 % eran hispanos o latinos de cualquier raza.